# Taillancourt
Taillancourt és un municipi francès situat al departament del Mosa i a la regió del Gran Est. L'any 2007 tenia 136 habitants.

## Demografia

### Població
El 2007 la població de fet de Taillancourt era de 136 persones. Hi havia 50 famílies, de les quals 8 eren unipersonals (8 dones vivint soles i 8 dones vivint soles), 19 parelles sense fills i 23 parelles amb fills.
La població ha evolucionat segons el següent gràfic:
Habitants censats

### Habitatges
El 2007 hi havia 79 habitatges, 52 eren l'habitatge principal de la família, 22 eren segones residències i 5 estaven desocupats. 78 eren cases i 1 era un apartament. Dels 52 habitatges principals, 48 estaven ocupats pels seus propietaris, 3 estaven llogats i ocupats pels llogaters i 1 estava cedit a títol gratuït; 1 tenia dues cambres, 10 en tenien tres, 10 en tenien quatre i 30 en tenien cinc o més. 34 habitatges disposaven pel capbaix d'una plaça de pàrquing. A 20 habitatges hi havia un automòbil i a 26 n'hi havia dos o més.

### Piràmide de població
La piràmide de població per edats i sexe el 2009 era:
| Homes | Edats   | Dones |
| ----- | ------- | ----- |
| 0     | 95 o +  | 4     |
| 0     | 90 a 94 | 0     |
| 4     | 85 a 89 | 0     |
| 0     | 80 a 84 | 4     |
| 0     | 75 a 79 | 4     |
| 4     | 70 a 74 | 8     |
| 0     | 65 a 69 | 0     |
| 12    | 60 a 64 | 4     |
| 0     | 55 a 59 | 0     |
| 8     | 50 a 54 | 12    |
| 0     | 45 a 49 | 0     |
| 0     | 40 a 44 | 0     |
| 12    | 35 a 39 | 0     |
| 0     | 30 a 34 | 12    |
| 4     | 25 a 29 | 0     |
| 0     | 20 a 24 | 0     |
| 4     | 15 a 19 | 0     |
| 12    | 10 a 14 | 0     |
| 0     | 5 a 9   | 0     |
| 0     | 0 a 4   | 4     |

## Economia
El 2007 la població en edat de treballar era de 84 persones, 57 eren actives i 27 eren inactives. De les 57 persones actives 51 estaven ocupades (27 homes i 24 dones) i 7 estaven aturades (3 homes i 4 dones). De les 27 persones inactives 11 estaven jubilades, 10 estaven estudiant i 6 estaven classificades com a «altres inactius».

### Ingressos
El 2009 a Taillancourt hi havia 54 unitats fiscals que integraven 146 persones, la mediana anual d'ingressos fiscals per persona era de 17.024 €.

### Activitats econòmiques
Dels 4 establiments que hi havia el 2007, 1 era d'una empresa extractiva, 1 d'una empresa de construcció i 2 d'empreses classificades com a «altres activitats de serveis».
L'únic servei als particulars que hi havia el 2009 era un paleta.
L'any 2000 a Taillancourt hi havia 4 explotacions agrícoles que ocupaven un total de 388 hectàrees.

## Poblacions més properes
El següent diagrama mostra les poblacions més properes.